# Chenār Bakālī
Chenār Bakālī (persiska: Robāghaleh, رباغله, چنار بکالی, چنار بگالی) är en ort i Iran.   Den ligger i provinsen Lorestan, i den västra delen av landet, 400 km sydväst om huvudstaden Teheran. Chenār Bakālī ligger 1 468 meter över havet och antalet invånare är 222.
Terrängen runt Chenār Bakālī är huvudsakligen kuperad, men åt nordost är den bergig.Runt Chenār Bakālī är det ganska glesbefolkat, med 28 invånare per kvadratkilometer. Närmaste större samhälle är Khorramābād, 18,4 km nordost om Chenār Bakālī. Omgivningarna runt Chenār Bakālī är i huvudsak ett öppet busklandskap.